# Saison 2010 de l'équipe cycliste Caisse d'Épargne
La saison 2010 de l'équipe cycliste Caisse d'Épargne est la trente-et-unième saison depuis la création de l'équipe Reynolds en 1980 et la quatrième sous ce nom. La Caisse d'Épargne a le statut d'équipe ProTour depuis 2005. Cette saison est marquée par la suspension de deux ans prononcée en mai à l'encontre d'Alejandro Valverde, à compter du 1er janvier 2010. Cette décision entraîne l'annulation des résultats obtenus par Valverde en début de saison, dont notamment sa victoire au Tour de Romandie. En l'absence de Valverde, Luis León Sánchez est le principal leader de l'équipe. Il termine à la troisième place du classement mondial et remporte notamment la Classique de Saint-Sébastien et le championnat d'Espagne contre-la-montre.
La banque française Caisse d'épargne annonce en début d'année son intention de ne pas poursuivre son activité de sponsoring au-delà de 2010. Le nom du nouveau sponsor principal pour la saison 2011, Movistar, est annoncé en août.

## Préparation de la saison 2010

### Arrivées et départs
| Arrivées          | Équipe 2009     |
| ----------------- | --------------- |
| Marzio Bruseghin  | Lampre-NGC      |
| Juan José Cobo    | Fuji-Servetto   |
| Christophe Moreau | Agritubel       |
| Rubén Plaza       | Liberty Seguros |
| Mauricio Soler    | Barloworld      |

| Départs           | Équipe 2010           |
| ----------------- | --------------------- |
| Anthony Charteau  | BBox Bouygues Telecom |
| Daniel Moreno     | Omega Pharma-Lotto    |
| Óscar Pereiro     | Astana                |
| Marlon Pérez      | GW Shimano            |
| Nicolas Portal    | Sky                   |
| Joaquim Rodríguez | Katusha               |

## Coureurs et encadrement technique

### Effectif
| Cycliste                   | Date de naissance | Nationalité | Équipe 2009      |
| -------------------------- | ----------------- | ----------- | ---------------- |
| Andrey Amador              | 29 août 1986      | Costa Rica  | Caisse d'Épargne |
| David Arroyo               | 7 janvier 1980    | Espagne     | Caisse d'Épargne |
| Marzio Bruseghin           | 15 juin 1974      | Italie      | Lampre-NGC       |
| Juan José Cobo             | 11 février 1981   | Espagne     | Fuji-Servetto    |
| Rui Costa                  | 5 octobre 1986    | Portugal    | Caisse d'Épargne |
| Arnaud Coyot               | 6 octobre 1980    | France      | Caisse d'Épargne |
| Mathieu Drujon             | 1er février 1983  | France      | Caisse d'Épargne |
| Imanol Erviti              | 15 novembre 1983  | Espagne     | Caisse d'Épargne |
| José Vicente García Acosta | 4 août 1972       | Espagne     | Caisse d'Épargne |
| José Iván Gutiérrez        | 27 novembre 1978  | Espagne     | Caisse d'Épargne |
| Arnold Jeannesson          | 15 février 1986   | France      | Caisse d'Épargne |
| Vasil Kiryienka            | 28 juin 1981      | Biélorussie | Caisse d'Épargne |
| Pablo Lastras              | 20 février 1976   | Espagne     | Caisse d'Épargne |
| David López García         | 13 mai 1981       | Espagne     | Caisse d'Épargne |
| Alberto Losada             | 28 février 1982   | Espagne     | Caisse d'Épargne |
| Ángel Madrazo              | 30 juillet 1988   | Espagne     | Caisse d'Épargne |
| Christophe Moreau          | 12 avril 1971     | France      | Agritubel        |
| Luis Pasamontes            | 2 octobre 1979    | Espagne     | Caisse d'Épargne |
| Francisco Pérez Sánchez    | 22 juillet 1978   | Espagne     | Caisse d'Épargne |
| Mathieu Perget             | 19 septembre 1984 | France      | Caisse d'Épargne |
| Rubén Plaza                | 29 février 1980   | Espagne     | Liberty Seguros  |
| José Joaquín Rojas         | 8 juin 1985       | Espagne     | Caisse d'Épargne |
| Luis León Sánchez          | 24 novembre 1983  | Espagne     | Caisse d'Épargne |
| Mauricio Soler             | 14 janvier 1983   | Colombie    | Barloworld       |
| Rigoberto Urán             | 26 janvier 1987   | Colombie    | Caisse d'Épargne |
| Alejandro Valverde         | 25 avril 1980     | Espagne     | Caisse d'Épargne |
| Xabier Zandio              | 17 mars 1977      | Espagne     | Caisse d'Épargne |

## Bilan de la saison

### Victoires
| Date       | Course                                      | Pays      | Classe | Vainqueur           |
| ---------- | ------------------------------------------- | --------- | ------ | ------------------- |
| 23/01/2010 | 5e étape du Tour Down Under                 | Australie | PT     | Luis León Sánchez   |
| 10/02/2010 | Trofeo Deià                                 | Espagne   | 1.1    | Rui Costa           |
| 21/02/2010 | 5e étape du Tour de l'Algarve               | Portugal  | 2.1    | Luis León Sánchez   |
| 06/04/2010 | 1re étape du Circuit de la Sarthe           | France    | 2.1    | Luis León Sánchez   |
| 09/04/2010 | Classement général du Circuit de la Sarthe  | France    | 2.1    | Luis León Sánchez   |
| 19/06/2010 | 8e étape du Tour de Suisse                  | Suisse    | PT     | Rui Costa           |
| 25/06/2010 | Championnat du Portugal du contre-la-montre | Portugal  | CN     | Rui Costa           |
| 25/06/2010 | Championnat d'Espagne du contre-la-montre   | Espagne   | CN     | Luis León Sánchez   |
| 27/06/2010 | Championnat d'Espagne sur route             | Espagne   | CN     | José Iván Gutiérrez |
| 31/07/2010 | Classique de Saint-Sébastien                | Espagne   | PT     | Luis León Sánchez   |
| 05/08/2010 | 9e étape du Tour d'Espagne                  | Espagne   | HIS    | David López García  |
| 07/08/2010 | 10e étape du Tour d'Espagne                 | Espagne   | HIS    | Imanol Erviti       |

### Victoires d'Alejandro Valverde retirées par le Tribunal arbitral du sport
| Date       | Course                                   | Pays    | Classe | Vainqueur          |
| ---------- | ---------------------------------------- | ------- | ------ | ------------------ |
| 14/02/2010 | Classement général du Tour méditerranéen | France  | 2.1    | Alejandro Valverde |
| 05/04/2010 | 1re étape du Tour du Pays basque         | Espagne | PT     | Alejandro Valverde |
| 06/04/2010 | 2e étape du Tour du Pays basque          | Espagne | PT     | Alejandro Valverde |
| 02/05/2010 | 5e étape du Tour de Romandie             | Suisse  | PT     | Alejandro Valverde |
| 02/05/2010 | Classement général du Tour de Romandie   | Suisse  | PT     | Alejandro Valverde |

### Résultats sur les courses majeures
Les tableaux suivants représentent les résultats de l'équipe dans les principales courses du calendrier international (les cinq classiques majeures et les trois grands tours). Pour chaque épreuve est indiqué le meilleur coureur de l'équipe, son classement ainsi que les accessits glanés par Caisse d'Épargne sur les courses de trois semaines.

#### Classiques
| Classique            | Milan-San Remo      | Tour des Flandres        | Paris-Roubaix      | Liège-Bastogne-Liège    | Tour de Lombardie  |
| -------------------- | ------------------- | ------------------------ | ------------------ | ----------------------- | ------------------ |
| Coureur (classement) | Pablo Lastras (20e) | José Joaquín Rojas (37e) | Arnaud Coyot (12e) | Luis León Sánchez (28e) | Pablo Lastras (3e) |

#### Grands tours
| Grand tour           | Tour d'Italie     | Tour de France          | Tour d'Espagne         |
| -------------------- | ----------------- | ----------------------- | ---------------------- |
| Coureur (classement) | David Arroyo (2e) | Luis León Sánchez (10e) | Luis León Sánchez (9e) |
| Accessits            | -                 | -                       | -                      |

### Classement UCI
L'équipe Caisse d'Épargne termine à la neuvième place du Calendrier mondial avec 721 points. Ce total est obtenu par l'addition des points des cinq meilleurs coureurs de l'équipe au classement individuel que sont Luis León Sánchez, 3e avec 413 points, David Arroyo, 35e avec 132 points, Pablo Lastras, 68e avec 74 points, Rubén Plaza, 85e avec 56 points, et José Joaquín Rojas, 93e avec 46 points,.
| Rang | Coureur            | Points |
| ---- | ------------------ | ------ |
| 3    | Luis León Sánchez  | 413    |
| 35   | David Arroyo       | 132    |
| 68   | Pablo Lastras      | 74     |
| 85   | Rubén Plaza        | 56     |
| 93   | José Joaquín Rojas | 46     |
| 100  | Rigoberto Urán     | 40     |
| 139  | Imanol Erviti      | 16     |
| 140  | David López García | 16     |
| 165  | Vasil Kiryienka    | 10     |
| 191  | Rui Costa          | 6      |
| 209  | Christophe Moreau  | 4      |
| 238  | Marzio Bruseghin   | 2      |
| 241  | Mathieu Perget     | 2      |